# 아랑전설 3
《아랑전설 3: 아득한 싸움》은 SNK가 제작한 1995년 아케이드 대전 격투 게임이다. 《아랑전설》 시리즈 네 번째 작품으로, 자사의 아케이드 기판 네오지오로 개발됐다. 북미 및 유럽 지역에선 《페이탈 퓨리 3: 마지막 승리로의 길》이라는 제목으로 출시됐다.
《아랑전설 2》로부터 3년 후의 사우스타운이 무대로, 주인공 테리 보가드가 사망한 줄 알았던 기스 하워드가 부활해 꾸미는 새로운 음모을 막는다는 줄거리를 가졌다. 게임플레이상으로 《아랑전설 스페셜》까지 유지했던 라인 시스템에서 플레이어가 취할 수 있는 위치를 2라인에서 3라인으로 변경하고 라인을 교체하면서 상대방의 공격을 회피하고 강한 필살기를 사용할 수 있게 하는 등 큰 변화를 꾀했다. 또한 점프 높이 조절, 공중 방어 등 다양한 대전 기술이 추가됐다.
1995년 3월 27일 아케이드로 처음 출시된 후 같은 해 4월 21일 가정용 네오지오 콘솔 및 네오지오 CD로 이식판이 발매됐다. 또한 1996년 심스가 개발한 세가 새턴 이식판과 카인소프트가 개발한 마이크로소프트 윈도우 이식판이 발매됐다. 이후 아케이드판은 버추얼 콘솔과 같은 디지털 플랫폼에 여러 차례 출시됐다.

## 등장인물
기존 플레이어 캐릭터
- 기스 하워드
- 시라누이 마이
- 앤디 보가드
- 조 히가시
- 테리 보가드

새로운 플레이어 캐릭터
- 모치즈키 소사쿠
- 밥 윌슨
- 블루 마리
- 프랑코 배쉬
- 혼푸

보스
- 야마자키 류지
- 진충레이
- 진충슈

## 반응
일본 잡지 게임 머신의 1995년 5월 1일자에서 《아랑전설 3》를 당시 두 번째로 인기높은 아케이드 게임으로 선정했다. 패미통에 따르면 발매 첫주에 34,810장의 판매량을 기록했다.

## 참조
1. ↑  Additional work by NuFX and WizardWords
2. ↑  일본어: 餓狼伝説3 遥かなる闘い
3. ↑  영어: Fatal Fury 3: Road to the Final Victory